# 김우경 (1970년)

김우경(金宇慶, 1970년 4월 28일~ )은 대한민국의 언론인이며 문화콘텐츠학자이다. 

## 학력
- 대원외국어고등학교 스페인어 DFBC
- 총신대학교 신학 신학사
- 한국외국어대학교 교육대학원 교육학 석사
- 한국외국어대학교 일반대학원 문화콘텐츠학 박사수료

## 경력
- 미래와세대 공동대표
- 한중포커스신문 편집국장, 논설위원
- 대구사이버대학교 외래교수
- 디지털서울문화예술대학교 외래교수
- 한국외국어대학교 외래교수
- 재외동포재단 강사
- 경기도 도시재생지원센터협의회 감사
- 경기도 연천군 도시재생지원센터장
- 경기도 파주시 도시재생지원센터장
- 인천광역시 동구도시재생지원센터 팀장(책임연구원)
- 서울특별시 구로구 가리봉도시재생지원센터 사무국장
- 경기학회정회원
- 사)역사문화콘텐츠연구원 특임연구원
- 융복합콘텐츠연구센터 선임연구원
- 법무부 소년보호위원